# Lysetjärnen (Skillingmarks socken, Värmland)
Lysetjärnen är en sjö i Eda kommun i Värmland och ingår i Göta älvs huvudavrinningsområde.